# Bruno Lins
Bruno Lins Tenório de Barros (Maceió, 7 de janeiro de 1987) é um velocista brasileiro.

## Carreira
Iniciou sua carreira de atleta após resultados impressionantes nos jogos internos do Colégio Santa Amélia. Após testes, logo foi convocado para integrar a equipe alagoana de atletismo e depois seguiu para uma equipe paulista de Presidente Prudente. Integrou a equipe brasileira de revezamento 4x100 metros nos Jogos Olímpicos de Pequim 2008, que obteve o quarto lugar. Entretanto, o jamaicano Nesta Carter foi pego no exame anti-doping, e o time jamaicano que conquistou a medalha de ouro nessa prova foi desclassificado, o que fez com que o quarteto brasileiro composto por Bruno Lins, Vicente Lenílson, José Carlos Moreira e Sandro Viana herdasse a medalha de bronze dos Jogos Olímpicos de Pequim 2008. Quando o quarteto recebeu as medalhas na sede do COI em 2019, Lins era o único atleta ainda em atividade.

### Doping na equipe Rede Atletismo
Em 15 de junho de 2009, ele e outros membros da equipe Rede Atletismo foram submetidos a um exame antidopagem surpresa da CBAt. Os resultados acusaram a presença da substância proibida EPO. Bruno, que se preparava para a disputa no Campeonato Mundial de Atletismo de 2009, foi suspenso por dois anos.

### Retorno as competições
Após cumprir o período de suspensão, retornou às competições oficiais vencendo os 100 e 200 metros rasos do Troféu Brasil de Atletismo de 2011. Obteve o 6º lugar na final dos 200 metros rasos do Campeonato Mundial de Atletismo de 2011, em prova vencida por Usain Bolt.
Integrou a delegação que disputou os Jogos Pan-Americanos de 2011, em Guadalajara, no México, onde obteve uma medalha de bronze nos 200 metros rasos. Participou de mais duas Olimpíadas, Londres 2012 e Rio 2016, competindo nos 200 metros rasos e o revezamento 4x100.